# NHK地球エコ
NHK地球エコ（えぬえいちけいちきゅう- ）は、日本放送協会が2008年から展開する地球環境問題をテーマとした年間キャンペーンである。

## 概要
日本国は京都議定書の内容に基づいて、2008年からの5年間で二酸化炭素の排出量を1990年に於ける推定排出量を基準としてその6%削減する義務を負うが、実際には増加の一途を辿っている。
そこで、上記を含めて喫緊の課題となっている地球温暖化問題について、国民を啓発し、環境問題について考えるきっかけにしようと、2003年から共同通信社、全国各地の地方新聞社と協力し展開してきた「地球だい好き環境キャンペーン」を発展させる形で、このキャンペーンが企画され、2008年1月から早速取組みが始められた。
当初2008年のみの年間キャンペーンであったが、メッセージを継続して発信する必要があることから、2009年以後も継続される。特に2010年は日本テレビ放送網が当時実施していた同種の環境キャンペーン「日テレ系ecoウィーク」と連携し、それぞれの放送局のアナウンサーやタレントを起用したキャンペーンを行った。2011年の東日本大震災発生以後は、NHK東日本大震災プロジェクトにキャンペーンの重きを置いており、NHKによる環境問題に関する大規模キャンペーンは縮小された。
統一スローガンは「明日（あした）のエコではまにあわない。」

## 関連番組・活動

### 各種30秒スポット
NHKが開発した衛星用ハイビジョンカメラを搭載したJAXAの月周回衛星“かぐや”がとらえた「地球の出」の映像などを使用する。まずこのスポットの放送からキャンペーンがスタートした。

### 地球エコ200x
放送時間
- 総合テレビ：毎週日曜 22:40 - 22:50
- BS 2：毎週月曜 9:40 - 9:50（難視聴地域対応枠）

総合テレビについては2008年度は2月22日をもって終了した。
概要
キャンペーンの本格展開に先立ち2008年3月20日、総合テレビ、BS hiなどで、そのオープニングプログラムとして放送され、次項以降の番組のプロローグを含んだ。翌4月から2009年2月まで、総合およびBS2で定時放送された。放送日は総合テレビの場合。
地球エコ2008 アースウォッチャー 月から見た地球（各月第1、第2。例外あり）
各界のアーティストを迎え、月周回衛星「かぐや」から撮影された地球の映像とのコラボレーションを映像化し地球環境について考える。ナレーションはミムラ、片岡孝太郎が担当し、テーマ曲は長山善洋作曲の「Kaguya」であった。
地球エコ2008 MOTTAINAI（放送期間：2008年4月20日 - 8月31日）
芝居仕立ての内容で片岡鶴太郎扮する八百屋『八百鶴』の主人（店主）と山田邦子扮するその妻のほか、相田翔子、小池栄子、ほっしゃん。、三船美佳、蛭子能収らが扮するMOTTAINAI横丁の各住人役が海外の「MOTTAINAI」を紹介する映像を交え「MOTTAINAI」について井戸端会議を繰り広げた。また、元NHKアナウンサーの加賀美幸子も登場し、「MOTTAINAI」に関するちょっとした豆知識を説明する「MOTTAINAI速報」というコーナーも紹介された。
地球エコ2008 サンゴは訴える（放送期間：2008年9月14日 - 9月28日）
ミニドキュメンタリー。鎌倉千秋アナウンサーがナレーションを担当した。
地球エコ2008 環境変化の中の動物たち（放送期間：2008年10月12日 - 12月6日）
「ダーウィンが来た! 〜生きもの新伝説〜」のナレーターでもある松本和也が地球温暖化で絶滅危惧が心配される動物についての警告を発したミニドキュメントであった。このシリーズのナレーターはやはり前述番組のナレーターで共演する中條誠子であった。
地球エコ2009 エコ生活のヒント（放送期間：2009年1月11日 - 2月22日）
各界著名人が環境にやさしい生活をどのように実践しているかを紹介したミニドキュメンタリーであった。
それ以外
- 4月6日：山口の進行で地球温暖化対策のNHK各放送局の取り組みと、福地茂雄（会長）へのインタビューを放送した。この席で、教育テレビなどの更なる放送時間削減の方針が示された。
- 5月11日：藤原紀香のツバル（フナフティ）での環境問題取材の模様（ナレーター：松本）を放送した。藤原は5月下旬のG8環境大臣会合（神戸）にあわせたイベントで、この取材を元とした講演会を行った。

### SAVE THE FUTURE
2008年6月6日から8日までの3日間、及び同年12月29日、環境問題について考える目的で放送された特別番組である。メインパーソナリティは藤原紀香、司会は松本和也が担当した。特に7日と8日は午後から深夜にかけてレギュラー番組の特別編を含めた長時間生テレソンが行われた。なお、年末特集は教育テレビ放送時間の大幅短縮を伴った。

### 今夜は早寝!ETV
2008年7月6日、地球温暖化対策の一環で放送時間の短縮を通し電力から発する二酸化炭素の削減を進める事を目的として、教育テレビの深夜放送を23:00（通常の日曜は月曜未明1:35）で終了し、7日4:30まで5時間半休止した。教育テレビの通常の深夜放送休止では、送信所のメンテナンスでない限り送信所の停波は行われないが、この時の休止ではアナログ放送で送信所の停波も約5時間行われた。23:00での放送終了はオイルショックの影響によって電力節減を訴えた1974年ごろ以来である。
当初は通常の開始時刻5:00まで休止するはずだったが、テニスのウインブルドン選手権男子決勝が、雨天中断もあり大幅に伸び、総合テレビで放送できなくなったため、急遽再開時刻を繰り上げ、その後約1時間にわたって放送した。
2008年10月以後は、週末の編成を見直し、放送休止時間枠を拡大した。また、アナログ放送では、放送終了後に余程のことがない限りは必ず停波するようにした。その後、2009年4月7日未明より関東･東海･近畿地方ではデジタル放送も停波するようになった。
なお、教育テレビの一部番組は、コンテンツのデジタル化を進めており、再放送廃止の代替措置として、インターネットサイトで視聴できるようになった。『NHK高校講座ライブラリー』の廃止などは、これらの進捗状況を見ながら判断されており、実際、2012年度から深夜の「ライブラリー」放送を日中（主に14時から15時半）のマルチチャンネル編成（Eテレ3）に移動し、深夜の放送終了を1:30前後に、また平日朝の放送開始も5:30に繰り下げるなどした。
2008年12月29日は、『SAVE THE FUTURE』年末特集に併せ、放送時間自体を12:30 - 21:30の僅か9時間だけとした。これについては賛否両論が寄せられ、終了前の生番組でも紹介された。ただこの番組中の録画メッセージで、福地（会長）は更なる放送時間削減を検討していることを明言した。この日の教育テレビは、12:30-12:50にオープニング「親子で環境を考える」を、林家たい平とがんこちゃん（声優・あきやまるな）の進行で生放送したのを皮切りとして、日中の13:05-14:50に「ど～する?地球のあした」から7本を選んで再放送を行った。また21:00-21:30にもエンディングとして今回の取り組みについてのNHKの考え方を生放送した。また総合テレビでも同様にキャンペーン特番を19:30-（30日）4：00まで編成し、関連特番を一部アンコール放送を含め編成した。

## 主な担当者
統括アナウンサー
- 松本和也
その後『地域応援キャンペーン』に於ける堀尾正明の後任に指名された。このため、主に身近なレベルの問題を担当している。
- 山口勝
かつて『地球だい好き 環境新時代』という当キャンペーンの前身となる番組でも2005年度に司会を担当していた。このため、グローバルレベルやNHKの経営面における活動のアピールを担当。

SAVE THE FUTURE
- 藤原紀香

エコ大紀行
- 田代杏子（北半球ルート）
- 柴崎行雄（南半球ルート）

2009キャンペーンスポット
様々なタレントが直筆コメント付きで4秒間出演。